# Waldemar Rode
Waldemar Rode (* 6. August 1903 in Hamburg; † 26. Februar 1960 ebenda) war ein deutscher Pastor.

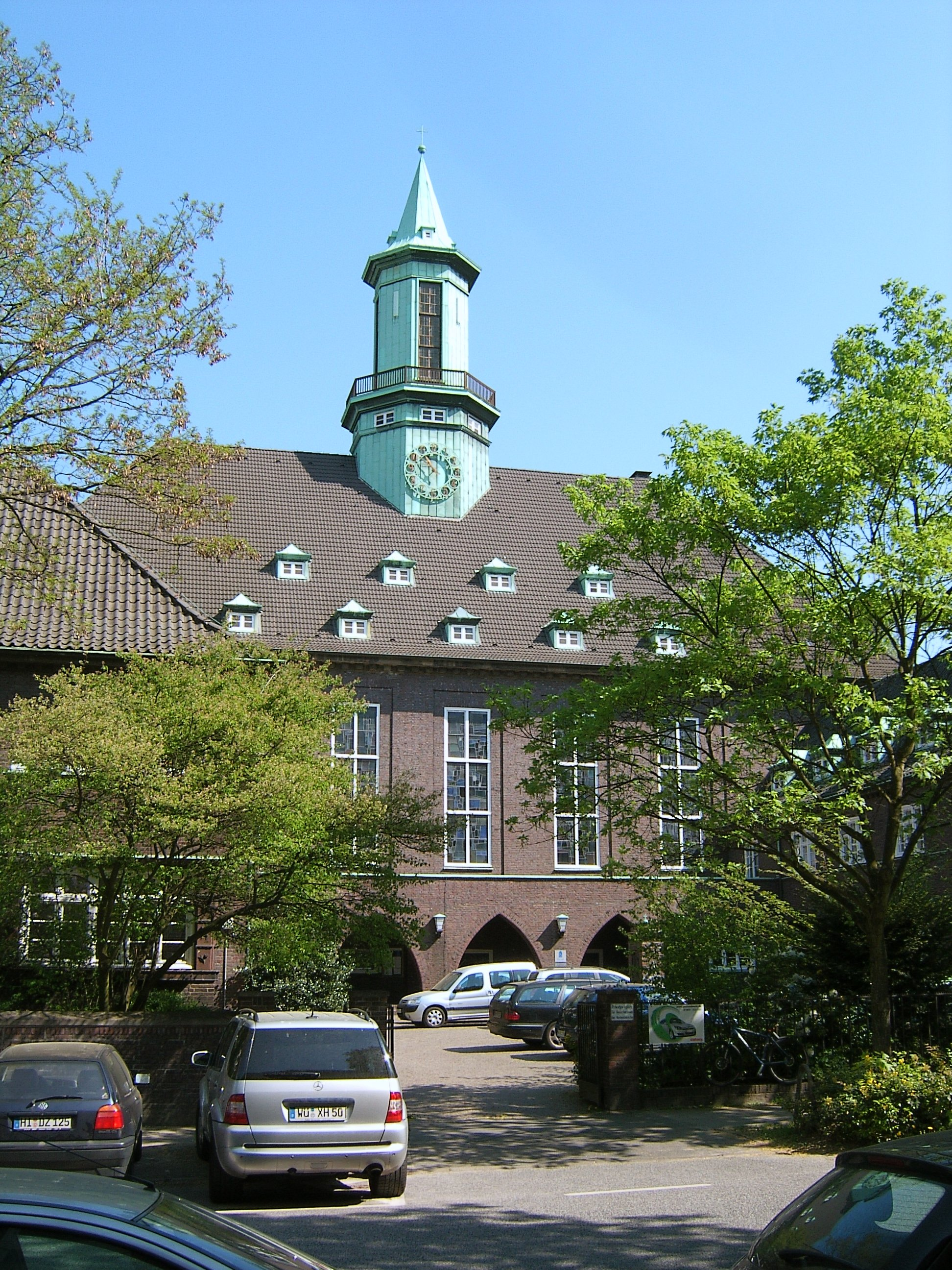
Heilandskirche in Hamburg-Uhlenhorst

## Leben
Waldemar Rode wuchs als Sohn einer Kaufmanns- und Theologenfamilie in Hamburg auf. Er studierte zunächst Germanistik und Geschichte in Freiburg, danach evangelische Theologie in Marburg und Göttingen. Ab 1929 war er als Gemeindepastor an der Heilandskirche in Hamburg-Uhlenhorst tätig. 1937 schrieb Rode nach einer Adventspredigt das Gedicht „Tröstet, tröstet“, spricht der Herr, das in einer von Hans Friedrich Micheelsen, dem Leiter Kirchenmusikschule vertonten Fassung in das Evangelische Gesangbuch aufgenommen wurde (EG 15).
Während des Zweiten Weltkriegs war Rode als Soldat eingesetzt. Nach seiner Rückkehr aus der Kriegsgefangenschaft setzte er sich für den Wiederaufbau der bei einem Bombenangriff 1944 schwer beschädigten Heilandskirche ein. Für das Gustav-Adolf-Werk war Rode viel im Ausland unterwegs.